# Krumpendorf am Wörthersee
Krumpendorf am Wörthersee  är en ort och kommun i Österrike. Den ligger i distriktet Klagenfurt-Land i förbundslandet Kärnten, i den södra delen av landet, 240 km sydväst om huvudstaden Wien. 
Kommunen består av fem orter (Ortschaften) (inom parentes invånarantal 1 januari 2024):
- Görtschach (117)
- Krumpendorf (3 299)
- Nußberg (37)
- Pritschitz (57)
- Tultschnig (15)